# Liste des planètes mineures non numérotées découvertes en février 2012
Pour un article plus général, voir Liste des planètes mineures non numérotées découvertes en 2012.
Pour un article plus général, voir Liste des planètes mineures.
Cet article dresse la liste des planètes mineures (astéroïdes, centaures, objets transneptuniens et assimilés) non numérotées découvertes en février 2012 dans l'ordre de leur découverte.
Au 15 janvier 2025, 661 077 des 1 434 993 planètes mineures répertoriées par le Centre des planètes mineures ne sont pas encore numérotées, soit 46,07 %.

## Rappel concernant la désignation provisoire
La désignation provisoire indique l'ordre de découverte de ces objets. En effet, cette désignation est composée de l'année de découverte (par exemple 2012) suivie de la quinzaine (demi-mois) de découverte (p.e. A = 1-15 janvier) puis de l'ordre de découverte dans cette quinzaine. Cet ordre est indiqué par une lettre et éventuellement un chiffre comme suit : A pour la première découverte, B pour la deuxième, ..., Z pour la 25e (le I n'est pas utilisé pour éviter la confusion avec 1), A1 pour la 26e, B1 pour la 27e, etc. , Z1 pour la 50e, A2 pour la 51e, B2 pour la 52e, etc. L'ordre de la numérotation ne suit donc pas l'ordre alphanumérique. 2012 AA1 suit ainsi 2012 AZ et précède 2012 AB1.

## Liste

### Du1erau 15 février
- 2012 CA
- 2012 CD
- 2012 CE
- 2012 CR
- 2012 CS
- 2012 CT
- 2012 CU
- 2012 CV
- 2012 CZ
- 2012 CC1
- 2012 CN1
- 2012 CU1
- 2012 CX1
- 2012 CK2
- 2012 CM2
- 2012 CN2
- 2012 CP2
- 2012 CS2
- 2012 CW2
- 2012 CM6
- 2012 CP6
- 2012 CA7
- 2012 CP8
- 2012 CE9
- 2012 CX9
- 2012 CF10
- 2012 CB11
- 2012 CW11
- 2012 CL13
- 2012 CQ13
- 2012 CR13
- 2012 CU13
- 2012 CY13
- 2012 CC14
- 2012 CE14
- 2012 CG14
- 2012 CH14
- 2012 CK14
- 2012 CA15
- 2012 CY15
- 2012 CZ15
- 2012 CE16
- 2012 CG16
- 2012 CH16
- 2012 CK16
- 2012 CS16
- 2012 CV16
- 2012 CC17
- 2012 CL17
- 2012 CD18
- 2012 CE19
- 2012 CW19
- 2012 CZ19
- 2012 CD20
- 2012 CE20
- 2012 CJ20
- 2012 CN20
- 2012 CA21
- 2012 CB21
- 2012 CD21
- 2012 CE22
- 2012 CG22
- 2012 CH22
- 2012 CZ22
- 2012 CN23
- 2012 CZ23
- 2012 CF24
- 2012 CH24
- 2012 CS24
- 2012 CX24
- 2012 CQ25
- 2012 CA26
- 2012 CL26
- 2012 CQ26
- 2012 CW26
- 2012 CA27
- 2012 CB27
- 2012 CD27
- 2012 CG27
- 2012 CM27
- 2012 CQ27
- 2012 CB28
- 2012 CX28
- 2012 CA29
- 2012 CB29
- 2012 CC29
- 2012 CL29
- 2012 CM29
- 2012 CN29
- 2012 CQ29
- 2012 CW29
- 2012 CX29
- 2012 CC30
- 2012 CS30
- 2012 CU30
- 2012 CX30
- 2012 CE31
- 2012 CS31
- 2012 CM32
- 2012 CE33
- 2012 CJ33
- 2012 CX33
- 2012 CY33
- 2012 CM34
- 2012 CN34
- 2012 CS34
- 2012 CE35
- 2012 CH35
- 2012 CN35
- 2012 CE36
- 2012 CF36
- 2012 CO36
- 2012 CP36
- 2012 CQ36
- 2012 CR36
- 2012 CW36
- 2012 CZ36
- 2012 CA37
- 2012 CE37
- 2012 CQ37
- 2012 CT37
- 2012 CE38
- 2012 CG38
- 2012 CS38
- 2012 CZ38
- 2012 CE39
- 2012 CE40
- 2012 CH40
- 2012 CT40
- 2012 CX40
- 2012 CM41
- 2012 CD42
- 2012 CG42
- 2012 CU43
- 2012 CQ44
- 2012 CW44
- 2012 CR45
- 2012 CN46
- 2012 CP46
- 2012 CQ46
- 2012 CR46
- 2012 CS46
- 2012 CT46
- 2012 CU46
- 2012 CW46
- 2012 CZ46
- 2012 CO47
- 2012 CK48
- 2012 CP48
- 2012 CR48
- 2012 CH49
- 2012 CV49
- 2012 CW49
- 2012 CO50
- 2012 CZ51
- 2012 CR52
- 2012 CZ52
- 2012 CA53
- 2012 CK53
- 2012 CD54
- 2012 CN54
- 2012 CT54
- 2012 CA55
- 2012 CX55
- 2012 CD56
- 2012 CT56
- 2012 CT57
- 2012 CX57
- 2012 CY57
- 2012 CZ57
- 2012 CA58
- 2012 CE58
- 2012 CF58
- 2012 CQ58
- 2012 CT58
- 2012 CU58
- 2012 CY58
- 2012 CA59
- 2012 CE59
- 2012 CF59
- 2012 CG59
- 2012 CL59
- 2012 CU59
- 2012 CK60
- 2012 CM60
- 2012 CV60
- 2012 CZ60
- 2012 CB61
- 2012 CC61
- 2012 CG61
- 2012 CL61
- 2012 CN61
- 2012 CO61
- 2012 CS61
- 2012 CT61
- 2012 CV61
- 2012 CW61
- 2012 CY61
- 2012 CZ61
- 2012 CA62
- 2012 CB62
- 2012 CC62
- 2012 CD62
- 2012 CE62
- 2012 CF62
- 2012 CG62
- 2012 CH62
- 2012 CK62
- 2012 CL62
- 2012 CP62
- 2012 CQ62
- 2012 CR62
- 2012 CS62
- 2012 CT62
- 2012 CU62
- 2012 CV62
- 2012 CY62
- 2012 CH63
- 2012 CT63
- 2012 CU63
- 2012 CW63
- 2012 CX63
- 2012 CZ63
- 2012 CD64
- 2012 CE64
- 2012 CH64
- 2012 CJ64
- 2012 CK64
- 2012 CL64
- 2012 CM64
- 2012 CN64
- 2012 CR64
- 2012 CU64
- 2012 CV64
- 2012 CX64
- 2012 CZ64
- 2012 CB65
- 2012 CC65
- 2012 CD65
- 2012 CH65
- 2012 CJ65
- 2012 CL65
- 2012 CN65
- 2012 CO65
- 2012 CP65
- 2012 CQ65
- 2012 CS65
- 2012 CU65
- 2012 CA66
- 2012 CB66
- 2012 CC66
- 2012 CD66
- 2012 CE66
- 2012 CF66
- 2012 CL66
- 2012 CM66
- 2012 CN66
- 2012 CO66
- 2012 CX66
- 2012 CZ66
- 2012 CB67
- 2012 CD67
- 2012 CG67
- 2012 CH67
- 2012 CJ67
- 2012 CL67
- 2012 CM67
- 2012 CN67
- 2012 CO67
- 2012 CP67
- 2012 CV67
- 2012 CW67
- 2012 CX67
- 2012 CY67
- 2012 CZ67
- 2012 CA68
- 2012 CC68
- 2012 CD68
- 2012 CE68
- 2012 CH68
- 2012 CJ68
- 2012 CN68
- 2012 CP68
- 2012 CQ68
- 2012 CT68
- 2012 CU68
- 2012 CC69
- 2012 CD69
- 2012 CE69
- 2012 CF69
- 2012 CG69
- 2012 CK69
- 2012 CN69
- 2012 CQ69
- 2012 CT69
- 2012 CU69
- 2012 CZ69
- 2012 CE70
- 2012 CF70
- 2012 CG70
- 2012 CH70
- 2012 CK70
- 2012 CM70
- 2012 CO70
- 2012 CP70
- 2012 CQ70
- 2012 CR70
- 2012 CS70
- 2012 CU70
- 2012 CV70
- 2012 CW70
- 2012 CX70
- 2012 CB71
- 2012 CD71
- 2012 CE71
- 2012 CG71
- 2012 CK71
- 2012 CN71
- 2012 CO71
- 2012 CP71
- 2012 CR71
- 2012 CS71
- 2012 CT71
- 2012 CU71
- 2012 CV71
- 2012 CX71
- 2012 CY71
- 2012 CZ71
- 2012 CA72
- 2012 CB72
- 2012 CG72
- 2012 CH72
- 2012 CJ72
- 2012 CK72
- 2012 CL72
- 2012 CM72
- 2012 CN72
- 2012 CO72
- 2012 CP72
- 2012 CQ72
- 2012 CR72
- 2012 CS72
- 2012 CT72
- 2012 CU72
- 2012 CX72
- 2012 CY72
- 2012 CZ72
- 2012 CA73
- 2012 CC73
- 2012 CF73
- 2012 CG73
- 2012 CH73
- 2012 CJ73
- 2012 CK73
- 2012 CM73
- 2012 CO73
- 2012 CP73
- 2012 CR73
- 2012 CS73
- 2012 CT73
- 2012 CU73
- 2012 CV73
- 2012 CX73
- 2012 CY73
- 2012 CZ73
- 2012 CB74
- 2012 CD74
- 2012 CF74
- 2012 CG74
- 2012 CH74
- 2012 CJ74
- 2012 CK74
- 2012 CL74
- 2012 CM74
- 2012 CN74
- 2012 CO74
- 2012 CP74
- 2012 CS74
- 2012 CU74
- 2012 CW74
- 2012 CX74
- 2012 CZ74
- 2012 CA75
- 2012 CB75
- 2012 CD75
- 2012 CE75
- 2012 CG75
- 2012 CH75
- 2012 CJ75
- 2012 CK75
- 2012 CL75
- 2012 CM75
- 2012 CN75
- 2012 CO75
- 2012 CP75
- 2012 CQ75
- 2012 CR75
- 2012 CS75
- 2012 CT75
- 2012 CU75
- 2012 CV75
- 2012 CW75
- 2012 CX75
- 2012 CY75
- 2012 CA76
- 2012 CB76
- 2012 CC76
- 2012 CD76

### Du 16 au 29 février
- 2012 DJ
- 2012 DM
- 2012 DO
- 2012 DP
- 2012 DQ
- 2012 DR
- 2012 DT
- 2012 DX
- 2012 DY
- 2012 DZ
- 2012 DF1
- 2012 DK1
- 2012 DV1
- 2012 DZ1
- 2012 DB2
- 2012 DC2
- 2012 DG2
- 2012 DB3
- 2012 DE3
- 2012 DF3
- 2012 DP3
- 2012 DU3
- 2012 DF4
- 2012 DG4
- 2012 DH4
- 2012 DK4
- 2012 DL4
- 2012 DM4
- 2012 DS6
- 2012 DV6
- 2012 DF7
- 2012 DA8
- 2012 DD8
- 2012 DO8
- 2012 DQ8
- 2012 DB9
- 2012 DA10
- 2012 DC10
- 2012 DD10
- 2012 DE10
- 2012 DQ10
- 2012 DY10
- 2012 DJ11
- 2012 DG12
- 2012 DT12
- 2012 DU12
- 2012 DO13
- 2012 DX13
- 2012 DY13
- 2012 DZ13
- 2012 DE14
- 2012 DJ14
- 2012 DK14
- 2012 DL14
- 2012 DM14
- 2012 DN14
- 2012 DV14
- 2012 DC15
- 2012 DM15
- 2012 DC16
- 2012 DP16
- 2012 DF17
- 2012 DU17
- 2012 DR18
- 2012 DE19
- 2012 DL19
- 2012 DJ20
- 2012 DO20
- 2012 DC21
- 2012 DD21
- 2012 DM21
- 2012 DY22
- 2012 DK23
- 2012 DM23
- 2012 DY23
- 2012 DM24
- 2012 DT26
- 2012 DC28
- 2012 DG29
- 2012 DZ29
- 2012 DP30
- 2012 DQ30
- 2012 DS30
- 2012 DT30
- 2012 DV30
- 2012 DW30
- 2012 DE31
- 2012 DF31
- 2012 DH31
- 2012 DJ31
- 2012 DK31
- 2012 DL31
- 2012 DN31
- 2012 DO31
- 2012 DM32
- 2012 DO32
- 2012 DP32
- 2012 DQ32
- 2012 DR32
- 2012 DS32
- 2012 DT32
- 2012 DW32
- 2012 DX32
- 2012 DY32
- 2012 DZ32
- 2012 DA33
- 2012 DN33
- 2012 DY33
- 2012 DG34
- 2012 DK34
- 2012 DC35
- 2012 DJ35
- 2012 DK35
- 2012 DE37
- 2012 DJ37
- 2012 DP37
- 2012 DT37
- 2012 DL38
- 2012 DX38
- 2012 DB39
- 2012 DT40
- 2012 DD41
- 2012 DF41
- 2012 DG41
- 2012 DH41
- 2012 DK41
- 2012 DM41
- 2012 DP41
- 2012 DX41
- 2012 DA42
- 2012 DE42
- 2012 DL42
- 2012 DM42
- 2012 DN42
- 2012 DS42
- 2012 DT42
- 2012 DU42
- 2012 DV42
- 2012 DW42
- 2012 DY42
- 2012 DA43
- 2012 DB43
- 2012 DJ43
- 2012 DV43
- 2012 DW43
- 2012 DX43
- 2012 DY43
- 2012 DD44
- 2012 DK44
- 2012 DM45
- 2012 DN45
- 2012 DO45
- 2012 DZ45
- 2012 DC46
- 2012 DV46
- 2012 DE47
- 2012 DG49
- 2012 DU49
- 2012 DV49
- 2012 DH51
- 2012 DS51
- 2012 DT51
- 2012 DU51
- 2012 DV51
- 2012 DW51
- 2012 DX51
- 2012 DB52
- 2012 DD52
- 2012 DF52
- 2012 DH52
- 2012 DM52
- 2012 DX52
- 2012 DE53
- 2012 DF53
- 2012 DX53
- 2012 DY53
- 2012 DE54
- 2012 DG54
- 2012 DH54
- 2012 DJ54
- 2012 DM54
- 2012 DN54
- 2012 DP54
- 2012 DR54
- 2012 DS54
- 2012 DW54
- 2012 DD55
- 2012 DB56
- 2012 DG56
- 2012 DN56
- 2012 DR56
- 2012 DV56
- 2012 DD57
- 2012 DF57
- 2012 DG57
- 2012 DU57
- 2012 DB58
- 2012 DO58
- 2012 DP58
- 2012 DM59
- 2012 DS59
- 2012 DA60
- 2012 DT60
- 2012 DU60
- 2012 DV60
- 2012 DW60
- 2012 DB61
- 2012 DD61
- 2012 DE61
- 2012 DH61
- 2012 DA62
- 2012 DP62
- 2012 DW62
- 2012 DB63
- 2012 DJ63
- 2012 DB64
- 2012 DH64
- 2012 DR64
- 2012 DC65
- 2012 DG65
- 2012 DR65
- 2012 DS65
- 2012 DK66
- 2012 DY66
- 2012 DD67
- 2012 DB68
- 2012 DG68
- 2012 DS68
- 2012 DC69
- 2012 DG69
- 2012 DL69
- 2012 DS69
- 2012 DZ69
- 2012 DA70
- 2012 DY70
- 2012 DC71
- 2012 DE71
- 2012 DQ71
- 2012 DV71
- 2012 DC72
- 2012 DJ72
- 2012 DK72
- 2012 DN72
- 2012 DB73
- 2012 DG73
- 2012 DK73
- 2012 DL73
- 2012 DU73
- 2012 DR74
- 2012 DD75
- 2012 DL75
- 2012 DM75
- 2012 DX75
- 2012 DB76
- 2012 DG76
- 2012 DS76
- 2012 DE77
- 2012 DY80
- 2012 DE81
- 2012 DG81
- 2012 DJ81
- 2012 DN82
- 2012 DD83
- 2012 DG83
- 2012 DC84
- 2012 DE84
- 2012 DG84
- 2012 DJ84
- 2012 DM84
- 2012 DP84
- 2012 DT84
- 2012 DD85
- 2012 DE85
- 2012 DF85
- 2012 DG85
- 2012 DH85
- 2012 DK85
- 2012 DM85
- 2012 DS85
- 2012 DV85
- 2012 DX85
- 2012 DY85
- 2012 DA86
- 2012 DE86
- 2012 DN86
- 2012 DG87
- 2012 DC88
- 2012 DG88
- 2012 DM89
- 2012 DQ89
- 2012 DY89
- 2012 DR90
- 2012 DU90
- 2012 DG91
- 2012 DK91
- 2012 DM91
- 2012 DO91
- 2012 DQ91
- 2012 DX91
- 2012 DA92
- 2012 DO92
- 2012 DP92
- 2012 DJ93
- 2012 DK93
- 2012 DL93
- 2012 DN93
- 2012 DO93
- 2012 DD94
- 2012 DN94
- 2012 DY94
- 2012 DA95
- 2012 DF95
- 2012 DJ95
- 2012 DO95
- 2012 DE96
- 2012 DL96
- 2012 DM96
- 2012 DN96
- 2012 DR96
- 2012 DH97
- 2012 DH98
- 2012 DT98
- 2012 DZ98
- 2012 DG99
- 2012 DJ99
- 2012 DM99
- 2012 DO99
- 2012 DQ99
- 2012 DS99
- 2012 DX99
- 2012 DY99
- 2012 DL100
- 2012 DM100
- 2012 DQ100
- 2012 DX100
- 2012 DB101
- 2012 DM101
- 2012 DB102
- 2012 DN102
- 2012 DF103
- 2012 DJ103
- 2012 DP103
- 2012 DX103
- 2012 DA104
- 2012 DB104
- 2012 DD104
- 2012 DG104
- 2012 DJ104
- 2012 DE105
- 2012 DK105
- 2012 DX105
- 2012 DK106
- 2012 DQ106
- 2012 DZ106
- 2012 DA107
- 2012 DG107
- 2012 DK107
- 2012 DN107
- 2012 DS107
- 2012 DT107
- 2012 DU107
- 2012 DZ107
- 2012 DA108
- 2012 DM108
- 2012 DN108
- 2012 DO108
- 2012 DR108
- 2012 DS108
- 2012 DV108
- 2012 DW108
- 2012 DX108
- 2012 DY108
- 2012 DZ108
- 2012 DA109
- 2012 DC109
- 2012 DE109
- 2012 DF109
- 2012 DG109
- 2012 DJ109
- 2012 DM109
- 2012 DN109
- 2012 DQ109
- 2012 DS109
- 2012 DT109
- 2012 DU109
- 2012 DW109
- 2012 DX109
- 2012 DY109
- 2012 DB110
- 2012 DC110
- 2012 DE110
- 2012 DF110
- 2012 DG110
- 2012 DJ110
- 2012 DK110
- 2012 DM110
- 2012 DN110
- 2012 DO110
- 2012 DP110
- 2012 DQ110
- 2012 DR110
- 2012 DT110
- 2012 DU110
- 2012 DV110
- 2012 DW110
- 2012 DX110
- 2012 DY110
- 2012 DZ110
- 2012 DA111
- 2012 DB111
- 2012 DC111
- 2012 DD111
- 2012 DE111
- 2012 DF111
- 2012 DK111
- 2012 DM111
- 2012 DP111
- 2012 DQ111
- 2012 DZ111
- 2012 DG112
- 2012 DJ112
- 2012 DM112
- 2012 DQ112
- 2012 DR112
- 2012 DT112
- 2012 DU112
- 2012 DV112
- 2012 DW112
- 2012 DY112
- 2012 DZ112
- 2012 DA113
- 2012 DC113
- 2012 DD113
- 2012 DG113
- 2012 DH113
- 2012 DJ113
- 2012 DL113
- 2012 DM113
- 2012 DN113
- 2012 DO113
- 2012 DP113
- 2012 DR113
- 2012 DS113
- 2012 DU113
- 2012 DV113
- 2012 DW113
- 2012 DX113
- 2012 DY113
- 2012 DZ113
- 2012 DA114
- 2012 DB114
- 2012 DD114
- 2012 DH114
- 2012 DJ114
- 2012 DM114
- 2012 DN114
- 2012 DO114
- 2012 DQ114
- 2012 DR114
- 2012 DS114
- 2012 DT114
- 2012 DU114
- 2012 DV114
- 2012 DX114
- 2012 DY114
- 2012 DZ114
- 2012 DA115
- 2012 DB115
- 2012 DC115
- 2012 DE115
- 2012 DJ115
- 2012 DL115
- 2012 DM115
- 2012 DO115
- 2012 DQ115
- 2012 DR115
- 2012 DS115
- 2012 DU115
- 2012 DV115
- 2012 DX115
- 2012 DZ115
- 2012 DA116
- 2012 DB116
- 2012 DC116
- 2012 DD116
- 2012 DE116
- 2012 DF116
- 2012 DG116
- 2012 DH116
- 2012 DR116
- 2012 DT116
- 2012 DU116
- 2012 DV116
- 2012 DW116
- 2012 DY116
- 2012 DZ116
- 2012 DA117
- 2012 DB117
- 2012 DK117
- 2012 DN117
- 2012 DQ117
- 2012 DR117
- 2012 DS117
- 2012 DU117
- 2012 DY117
- 2012 DZ117
- 2012 DB118
- 2012 DD118
- 2012 DF118
- 2012 DG118
- 2012 DH118
- 2012 DK118
- 2012 DM118
- 2012 DN118
- 2012 DO118
- 2012 DR118
- 2012 DS118
- 2012 DT118
- 2012 DV118
- 2012 DW118
- 2012 DX118
- 2012 DC119
- 2012 DD119
- 2012 DE119
- 2012 DF119
- 2012 DG119
- 2012 DH119
- 2012 DJ119
- 2012 DN119
- 2012 DT119
- 2012 DV119
- 2012 DW119
- 2012 DX119
- 2012 DY119
- 2012 DB120
- 2012 DC120
- 2012 DD120
- 2012 DE120
- 2012 DG120
- 2012 DH120
- 2012 DJ120
- 2012 DL120
- 2012 DN120
- 2012 DO120
- 2012 DP120
- 2012 DR120
- 2012 DT120
- 2012 DU120
- 2012 DY120
- 2012 DA121
- 2012 DC121
- 2012 DE121
- 2012 DF121
- 2012 DJ121
- 2012 DK121
- 2012 DL121
- 2012 DM121
- 2012 DR121
- 2012 DT121
- 2012 DU121
- 2012 DV121
- 2012 DW121
- 2012 DY121
- 2012 DZ121
- 2012 DA122
- 2012 DB122
- 2012 DC122
- 2012 DD122
- 2012 DE122
- 2012 DG122
- 2012 DH122
- 2012 DJ122
- 2012 DK122
- 2012 DL122
- 2012 DM122
- 2012 DS122
- 2012 DT122
- 2012 DV122
- 2012 DW122
- 2012 DB123
- 2012 DC123
- 2012 DD123
- 2012 DE123
- 2012 DF123
- 2012 DJ123
- 2012 DK123
- 2012 DL123
- 2012 DQ123
- 2012 DS123
- 2012 DU123
- 2012 DZ123
- 2012 DC124
- 2012 DD124
- 2012 DE124
- 2012 DG124
- 2012 DH124
- 2012 DK124
- 2012 DL124
- 2012 DM124
- 2012 DP124
- 2012 DR124
- 2012 DS124
- 2012 DT124
- 2012 DU124
- 2012 DV124
- 2012 DW124
- 2012 DX124
- 2012 DY124
- 2012 DB125
- 2012 DC125
- 2012 DD125
- 2012 DE125
- 2012 DF125
- 2012 DG125
- 2012 DH125
- 2012 DJ125
- 2012 DK125
- 2012 DL125
- 2012 DM125
- 2012 DN125
- 2012 DP125
- 2012 DR125
- 2012 DS125
- 2012 DT125
- 2012 DV125
- 2012 DW125
- 2012 DY125
- 2012 DZ125
- 2012 DA126
- 2012 DB126
- 2012 DC126
- 2012 DD126
- 2012 DG126
- 2012 DH126
- 2012 DJ126
- 2012 DL126
- 2012 DM126
- 2012 DO126
- 2012 DQ126
- 2012 DT126
- 2012 DU126
- 2012 DW126
- 2012 DY126
- 2012 DZ126
- 2012 DA127
- 2012 DB127
- 2012 DC127
- 2012 DD127
- 2012 DF127
- 2012 DH127
- 2012 DK127
- 2012 DL127
- 2012 DM127
- 2012 DN127
- 2012 DO127
- 2012 DQ127
- 2012 DU127
- 2012 DW127
- 2012 DY127
- 2012 DB128
- 2012 DD128
- 2012 DF128
- 2012 DH128
- 2012 DK128
- 2012 DL128
- 2012 DM128
- 2012 DN128
- 2012 DO128
- 2012 DP128
- 2012 DQ128
- 2012 DR128
- 2012 DS128
- 2012 DT128
- 2012 DW128
- 2012 DX128
- 2012 DZ128
- 2012 DA129
- 2012 DB129
- 2012 DC129
- 2012 DD129
- 2012 DE129
- 2012 DF129
- 2012 DJ129
- 2012 DK129
- 2012 DL129
- 2012 DM129
- 2012 DO129
- 2012 DQ129
- 2012 DR129
- 2012 DS129
- 2012 DT129
- 2012 DW129
- 2012 DX129
- 2012 DY129
- 2012 DZ129
- 2012 DA130
- 2012 DC130
- 2012 DD130
- 2012 DE130
- 2012 DF130
- 2012 DG130
- 2012 DH130
- 2012 DK130
- 2012 DL130
- 2012 DM130
- 2012 DN130
- 2012 DP130
- 2012 DR130
- 2012 DS130
- 2012 DT130
- 2012 DU130
- 2012 DV130
- 2012 DW130
- 2012 DX130
- 2012 DZ130
- 2012 DB131
- 2012 DC131
- 2012 DD131
- 2012 DE131
- 2012 DF131
- 2012 DG131
- 2012 DH131
- 2012 DJ131
- 2012 DK131
- 2012 DL131
- 2012 DM131
- 2012 DN131
- 2012 DO131
- 2012 DP131
- 2012 DQ131
- 2012 DR131
- 2012 DS131
- 2012 DT131
- 2012 DU131
- 2012 DV131
- 2012 DX131
- 2012 DY131
- 2012 DZ131
- 2012 DB132
- 2012 DD132
- 2012 DE132
- 2012 DF132
- 2012 DG132
- 2012 DH132
- 2012 DJ132
- 2012 DK132
- 2012 DL132
- 2012 DM132
- 2012 DN132
- 2012 DO132
- 2012 DP132
- 2012 DQ132
- 2012 DR132
- 2012 DS132
- 2012 DT132
- 2012 DU132
- 2012 DV132
- 2012 DW132
- 2012 DX132
- 2012 DY132
- 2012 DZ132
- 2012 DA133
- 2012 DB133
- 2012 DC133
- 2012 DD133
- 2012 DE133
- 2012 DF133
- 2012 DG133
- 2012 DH133
- 2012 DN133
- 2012 DO133
- 2012 DP133
- 2012 DQ133
- 2012 DR133
- 2012 DS133
- 2012 DT133
- 2012 DU133
- 2012 DV133
- 2012 DX133
- 2012 DY133
- 2012 DZ133
- 2012 DA134
- 2012 DC134
- 2012 DD134
- 2012 DE134
- 2012 DF134
- 2012 DG134
- 2012 DH134
- 2012 DJ134
- 2012 DM134
- 2012 DO134
- 2012 DP134
- 2012 DR134
- 2012 DS134
- 2012 DT134
- 2012 DU134
- 2012 DV134
- 2012 DW134
- 2012 DX134
- 2012 DY134
- 2012 DZ134
- 2012 DA135
- 2012 DB135
- 2012 DC135
- 2012 DD135
- 2012 DE135